# Calcio ai Giochi della XXXI Olimpiade - Torneo maschile

## Formula
Le sedici squadre sono divise in quattro gironi all'italiana di quattro squadre ciascuno.
Le prime due classificate di ogni girone si qualificano per la fase ad eliminazione diretta, composta da quarti di finale, semifinali, finale per il 3º posto e per il 1º posto.

## Arbitri
Qui di seguito è riportato l'elenco delle sedici terne ufficialmente selezionate, divise per confederazione di appartenenza.
La lista è stata pubblicata dalla FIFA il 2 maggio 2016.
| Confederazione | Arbitri                  | Assistenti          | Assistenti               |
| -------------- | ------------------------ | ------------------- | ------------------------ |
| AFC            | Fahad Al-Mirdasi         | Abdullah Al-Shalwa  | Mohammed Al-Abakry       |
| AFC            | Alireza Faghani          | Reza Sokhandan      | Mohammadreza Mansouri    |
| AFC            | Ryuji Sato               | Toru Sagara         | Hiroshi Yamauchi         |
| CAF            | Gehad Grisha             | Rédouane Achik      | Waleed Ahmed             |
| CAF            | Malang Diedhiou          | Djibril Camara      | El Hadji Malick Samba    |
| CONCACAF       | Walter López Castellanos | Leonel Leal         | Gerson López Castellanos |
| CONCACAF       | César Arturo Ramos       | Marvin Torrentera   | Miguel Hernández         |
| CONMEBOL       | Néstor Pitana            | Hernán Maidana      | Juan Pablo Belatti       |
| CONMEBOL       | Sandro Ricci             | Emerson de Carvalho | Marcelo Van Gasse        |
| CONMEBOL       | Roddy Zambrano           | Christian Lescano   | Byron Romero             |
| OFC            | Matthew Conger           | Simon Lount         | Tevita Makasini          |
| UEFA           | Cüneyt Çakır             | Bahattin Duran      | Tarık Ongun              |
| UEFA           | Ovidiu Hațegan           | Octavian Șovre      | Sebastian Gheorghe       |
| UEFA           | Sergej Karasëv           | Tichon Kalugin      | Nikolaj Golubev          |
| UEFA           | Antonio Mateu Lahoz      | Pau Cebrián Devis   | Roberto Díaz Pérez       |
| UEFA           | Clément Turpin           | Frédéric Cano       | Nicolas Danos            |

## Squadre qualificate
| Torneo di qualificazione                        | Date                           | Luogo               | Posti | Qualificate   |
| ----------------------------------------------- | ------------------------------ | ------------------- | ----- | ------------- |
| Paese ospitante                                 | 2 ottobre 2009                 | Danimarca           | 1     | Brasile       |
| Campionato sudamericano di calcio Under-20 2015 | 14 gennaio – 7 febbraio 2015   | Uruguay             | 1     | Argentina     |
| Campionato europeo di calcio Under-21 2015      | 17 – 30 giugno 2015            | Rep. Ceca           | 4     | Danimarca     |
| Campionato europeo di calcio Under-21 2015      | 17 – 30 giugno 2015            | Rep. Ceca           | 4     | Germania      |
| Campionato europeo di calcio Under-21 2015      | 17 – 30 giugno 2015            | Rep. Ceca           | 4     | Portogallo    |
| Campionato europeo di calcio Under-21 2015      | 17 – 30 giugno 2015            | Rep. Ceca           | 4     | Svezia        |
| Calcio ai Giochi del Pacifico 2015              | 3 – 17 luglio 2015             | Papua Nuova Guinea  | 1     | Figi          |
| Torneo preolimpico CONCACAF 2015                | 1 – 13 ottobre 2015            | Stati Uniti         | 2     | Honduras      |
| Torneo preolimpico CONCACAF 2015                | 1 – 13 ottobre 2015            | Stati Uniti         | 2     | Messico       |
| Coppa d'Africa Under-23 2015                    | 28 novembre – 12 dicembre 2015 | Senegal             | 3     | Algeria       |
| Coppa d'Africa Under-23 2015                    | 28 novembre – 12 dicembre 2015 | Senegal             | 3     | Nigeria       |
| Coppa d'Africa Under-23 2015                    | 28 novembre – 12 dicembre 2015 | Senegal             | 3     | Sudafrica     |
| Coppa d'Asia AFC Under-23 2016                  | 12 – 30 gennaio 2016           | Qatar               | 3     | Iraq          |
| Coppa d'Asia AFC Under-23 2016                  | 12 – 30 gennaio 2016           | Qatar               | 3     | Giappone      |
| Coppa d'Asia AFC Under-23 2016                  | 12 – 30 gennaio 2016           | Qatar               | 3     | Corea del Sud |
| Play-off CONCACAF-CONMEBOL                      | 25 – 29 marzo 2016             | Barranquilla Frisco | 1     | Colombia      |
| Totale                                          |                                |                     | 16    |               |

## Fase a gironi

### Gruppo A

#### Classifica finale
| Pos. | Nazionale | Pt | G | V | N | P | GF | GS | DR |
| ---- | --------- | -- | - | - | - | - | -- | -- | -- |
| 1.   | Brasile   | 5  | 3 | 1 | 2 | 0 | 4  | 0  | +4 |
| 2.   | Danimarca | 4  | 3 | 1 | 1 | 1 | 1  | 4  | -3 |
| 3.   | Iraq      | 3  | 3 | 0 | 3 | 0 | 1  | 1  | 0  |
| 4.   | Sudafrica | 2  | 3 | 0 | 2 | 1 | 1  | 2  | -1 |

#### Risultati
| Brasilia 4 agosto 2016, ore 13:00 (UTC-3) | Iraq  | 0 – 0 referto | Danimarca | Stadio nazionale Mané Garrincha (18 000 spett.)\| Arbitro: \| Ramos \| |
| Arbitro:                                  | Ramos |               |           |                                                                        |

| Brasilia 4 agosto 2016, ore 16:00 (UTC-3) | Brasile     | 0 – 0 referto | Sudafrica | Stadio nazionale Mané Garrincha (69 389 spett.)\| Arbitro: \| Mateu Lahoz \| |
| Arbitro:                                  | Mateu Lahoz |               |           |                                                                              |

| Arbitro: | Sato |

|          |           |  |
| Skov 69’ | Marcatori |  |

| Brasilia 7 agosto 2016, ore 22:00 (UTC-3) | Brasile | 0 – 0 referto | Iraq | Stadio nazionale Mané Garrincha (65 829 spett.)\| Arbitro: \| Hațegan \| |
| Arbitro:                                  | Hațegan |               |      |                                                                          |

| Arbitro: | Faghani |

|  |           |                                             |
|  | Marcatori | 26’, 80’ Gabriel 40’ Gabriel Jesus 50’ Luan |

| Arbitro: | Zambrano |

|           |           |                |
| Motupa 6’ | Marcatori | 14’ Abdul-Amir |

### Gruppo B

#### Classifica finale
| Pos. | Nazionale | Pt | G | V | N | P | GF | GS | DR |
| ---- | --------- | -- | - | - | - | - | -- | -- | -- |
| 1.   | Nigeria   | 6  | 3 | 2 | 0 | 1 | 6  | 6  | 0  |
| 2.   | Colombia  | 5  | 3 | 1 | 2 | 0 | 6  | 4  | +2 |
| 3.   | Giappone  | 4  | 3 | 1 | 1 | 1 | 7  | 7  | 0  |
| 4.   | Svezia    | 1  | 3 | 0 | 1 | 2 | 2  | 4  | -2 |

#### Risultati
| Arbitro: | Al-Mirdasi |

|                         |           |                                |
| Ishak 43’ Ajdarević 62’ | Marcatori | 17’ Gutiérrez 75’ (rig.) Pabón |

| Arbitro: | Turpin |

|                                          |           |                                                      |
| Sadiq 6’ Etebo 10’, 42’, 52’ (rig.), 66’ | Marcatori | 9’ (rig.) Kōroki 12’ Minamino 70’ Asano 90+5’ Suzuki |

| Arbitro: | Conger |

|  |           |           |
|  | Marcatori | 40’ Sadiq |

| Arbitro: | Karasëv |

|                        |           |                                   |
| Asano 67’ Nakajima 74’ | Marcatori | 59’ Gutiérrez 65’ (aut.) Fujiharu |

| Arbitro: | Diedhiou |

|            |           |  |
| Yajima 65’ | Marcatori |  |

| Arbitro: | Ramos |

|                               |           |  |
| Gutiérrez 4’ Pabón 63’ (rig.) | Marcatori |  |

### Gruppo C

#### Classifica finale
| Pos. | Nazionale     | Pt | G | V | N | P | GF | GS | DR  |
| ---- | ------------- | -- | - | - | - | - | -- | -- | --- |
| 1.   | Corea del Sud | 7  | 3 | 2 | 1 | 0 | 12 | 3  | +9  |
| 2.   | Germania      | 5  | 3 | 1 | 2 | 0 | 15 | 5  | +10 |
| 3.   | Messico       | 4  | 3 | 1 | 1 | 1 | 7  | 4  | +3  |
| 4.   | Figi          | 0  | 3 | 0 | 0 | 3 | 1  | 23 | -22 |

#### Risultati
| Arbitro: | Faghani |

|                         |           |                       |
| Peralta 52’ Pizarro 60’ | Marcatori | 58’ Gnabry 78’ Ginter |

| Arbitro: | Diedhiou |

|  |           | |
|  | Marcatori | 32’, 63’, 90+3’ Ryu Seung-Woo 62’, 63’ Kwon Chang-Hoon 72’ (rig.) Son Heung-Min 77’, 90’ Suk Hyun-jun |

| Arbitro: | Grisha |

|             |           |                                          |
| Krishna 11’ | Marcatori | 48’, 56’, 58’, 73’ Gutiérrez 67’ Salcedo |

| Arbitro: | Pitana |

|                             |           |                                                       |
| Gnabry 33’, 90+2’ Selke 55’ | Marcatori | 25’ Hwang Hee-Chan 57’ Son Heung-Min 86’ Suk Hyun-jun |

| Arbitro: | Al-Mirdasi |

|                                                                            |           |  |
| Gnabry 8’, 45’ Petersen 14’, 33’, 40’, 63’ (rig.), 70’ Meyer 30’, 49’, 52’ | Marcatori |  |

| Arbitro: | Turpin |

|                     |           |  |
| Kwon Chang-Hoon 77’ | Marcatori |  |

### Gruppo D

#### Classifica finale
| Pos. | Nazionale  | Pt | G | V | N | P | GF | GS | DR |
| ---- | ---------- | -- | - | - | - | - | -- | -- | -- |
| 1.   | Portogallo | 7  | 3 | 2 | 1 | 0 | 5  | 2  | +3 |
| 2.   | Honduras   | 4  | 3 | 1 | 1 | 1 | 5  | 5  | 0  |
| 3.   | Argentina  | 4  | 3 | 1 | 1 | 1 | 3  | 4  | -1 |
| 4.   | Algeria    | 1  | 3 | 0 | 1 | 2 | 4  | 6  | -2 |

#### Risultati
| Arbitro: | Ricci |

|                                   |           |                            |
| Quioto 13’ Pereira 33’ Lozano 79’ | Marcatori | 68’ Bendebka 85’ Bounedjah |

| Arbitro: | López |

|                        |           |  |
| Paciência 66’ Pité 84’ | Marcatori |  |

| Arbitro: | Zambrano |

|         |           |                              |
| Elis 1’ | Marcatori | 21’ Figueiredo 36’ Paciência |

| Arbitro: | Çakır |

|                        |           |              |
| Correa 47’ Calleri 70’ | Marcatori | 64’ Bendebka |

| Arbitro: | Mateu Lahoz |

|                |           |                   |
| Martinez 90+3’ | Marcatori | 75’ (rig.) Lozano |

| Arbitro: | Conger |

|               |           |                      |
| Benkablia 30’ | Marcatori | 25’ (rig.) Paciência |

## Fase ad eliminazione diretta

### Tabellone
|  | Quarti di finale           | Quarti di finale      |                            |         | Semifinali                | Semifinali                |  |  | Finale                     | Finale |
|  |                            |                       |                            |         |                           |                           |  |  |                            |        |
|  | San Paolo - 13 agosto      |                       |                            |         |                           |                           |  |  |                            |        |
|  |                            |                       |                            |         |                           |                           |  |  |                            |        |
|  | 1A. Brasile                | 2                     |                            |         |                           |                           |  |  |                            |        |
|  | 1A. Brasile                | 2                     | Rio de Janeiro - 17 agosto |         |                           |                           |  |  |                            |        |
|  | 2B. Colombia               | 0                     |                            |         |                           |                           |  |  |                            |        |
|  | 2B. Colombia               | 0                     | Brasile                    | 6       |                           |                           |  |  |                            |        |
|  | Belo Horizonte - 13 agosto |                       | Brasile                    | 6       |                           |                           |  |  |                            |        |
|  |                            | Honduras              | 0                          |         |                           |                           |  |  |                            |        |
|  | 1C. Corea del Sud          | Honduras              | 0                          | 0       |                           |                           |  |  |                            |        |
|  | 1C. Corea del Sud          |                       | Rio de Janeiro - 20 agosto | 0       |                           |                           |  |  |                            |        |
|  | 2D. Honduras               | 1                     |                            |         |                           |                           |  |  |                            |        |
|  | 2D. Honduras               | 1                     | Brasile (dtr)              | 1 (5)   |                           |                           |  |  |                            |        |
|  | Salvador - 13 agosto       |                       | Brasile (dtr)              | 1 (5)   |                           |                           |  |  |                            |        |
|  |                            | Germania              | 1 (4)                      |         |                           |                           |  |  |                            |        |
|  | 1B. Nigeria                | Germania              | 1 (4)                      | 2       |                           |                           |  |  |                            |        |
|  | 1B. Nigeria                | San Paolo - 17 agosto |                            | 2       |                           |                           |  |  |                            |        |
|  | 2A. Danimarca              | 0                     |                            |         |                           |                           |  |  |                            |        |
|  | 2A. Danimarca              | 0                     | Nigeria                    | 0       | Finale per il terzo posto | Finale per il terzo posto |  |  |                            |        |
|  | Brasilia - 13 agosto       |                       | Nigeria                    | 0       | Finale per il terzo posto | Finale per il terzo posto |  |  |                            |        |
|  |                            | Germania              | 2                          |         |                           |                           |  |  |                            |        |
|  | 1D. Portogallo             | Germania              | 2                          | 0       | Honduras                  | 2                         |  |  |                            |        |
|  | 1D. Portogallo             |                       |                            | 0       | Honduras                  | 2                         |  |  |                            |        |
|  | 2C. Germania               | 4                     |                            | Nigeria | 3                         |                           |  |  |                            |        |
|  | 2C. Germania               | 4                     |                            |         | 3                         |                           |  |  |                            |        |
|  |                            |                       |                            |         |                           |                           |  |  | Belo Horizonte - 20 agosto |        |
|  |                            |                       |                            |         |                           |                           |  |  |                            |        |

### Quarti di finale
| Arbitro: | López |

|  |           |                                         |
|  | Marcatori | 46’ Gnabry 57’ Ginter 75’ Selke 87’ Max |

| Arbitro: | Ricci |

|                     |           |  |
| Mikel 16’ Aminu 59’ | Marcatori |  |

| Arbitro: | Grisha |

|  |           |          |
|  | Marcatori | 59’ Elis |

| Arbitro: | Çakır |

|                     |           |  |
| Neymar 12’ Luan 83’ | Marcatori |  |

### Semifinali
| Arbitro: | Hațegan |

|                                                                        |           |  |
| Neymar 1’, 90+1’ (rig.) Gabriel Jesus 26’, 35’ Marquinhos 51’ Luan 79’ | Marcatori |  |

| Arbitro: | Pitana |

|  |           |                             |
|  | Marcatori | 9’ Klostermann 89’ Petersen |

### Finale 3º posto
| Arbitro: | Ricci |

|                        |           |                          |
| Lozano 71’ Pereira 86’ | Marcatori | 34’, 56’ Sadiq 49’ Aminu |

### Finale
| Arbitro: | Faghani |

|                                        |                      |                                    |
| Neymar 26’                             | Marcatori            | 59’ Meyer                          |
| Augusto Marquinhos Rafinha Luan Neymar | Tiri di rigore 5 – 4 | Ginter Gnabry Brandt Süle Petersen |

## Podio
| 2º posto | Campione olimpico di calcio maschile 1º titolo | 3º posto |

## Classifica marcatori
6 reti
- Gnabry
- Petersen (1 rigore)

4 reti
- Neymar (1 rigore)
- Meyer
- Gutiérrez
- Etebo (1 rigore)
- Sadiq

3 reti
- Gabriel Jesus
- Luan
- Gutiérrez
- Kwon Chang-Hoon
- Ryu Seung-Woo
- Suk Hyun-jun
- Lozano (1 rigore)
- Paciência (1 rigore)

2 reti
- Bendebka
- Gabriel
- Pabón (2 rigori)
- Son Heung-Min (1 rigore)
- Ginter
- Selke
- Asano
- Elis
- Pereira
- Aminu

1 rete
- Benkablia
- Bounedjah
- Calleri
- Correa
- Martinez
- Marquinhos
- Hwang Hee-Chan
- Skov
- Krishna
- Klostermann
- Max
- Kōroki (1 rigore)
- Minamino
- Nakajima
- Suzuki
- Yajima

- Quioto
- Abdul-Amir
- Peralta
- Pizarro
- Salcedo
- Mikel
- Figueiredo
- Pité
- Motupa
- Ajdarević
- Ishak

Autoreti
- Fujiharu (1)